# Polymera (Polymera) superba discalis
Polymera (Polymera) superba discalis is een ondersoort van de tweevleugelige Polymera (Polymera) superba uit de familie steltmuggen (Limoniidae). De ondersoort komt voor in het Neotropisch gebied.